# Заслуженный юрист Республики Марий Эл
Заслуженный юрист Республики Марий Эл (луговомар. Марий Эл Республикын сулло юристше) — государственная награда, почётное звание Республики Марий Эл.

## История
Учреждено Указом Президиума Верховного Совета Марийской АССР от 25 февраля 1982 года.

## Основания награждения
Установлено для высокопрофессиональных юристов за заслуги в укреплении законности и правопорядка, защите прав и законных интересов граждан, формировании правового государства, развитии юридических наук, подготовке юридических кадров, работающим по специальности 15 и более лет.
Присваивается Главой Республики Марий Эл (ранее Президиумом Верховного Совета Марийской АССР) с вручением удостоверения и нагрудного знака. На 1 июля 2008 года звания удостоены 97 человек.

## Список обладателей почётного звания

### Заслуженные юристы Марийской АССР
- Артюшов Анатолий Андрианович (1985)[2][3]

### Заслуженные юристы Республики Марий Эл
- Демидова Светлана Александровна (2023)[4]